# La Flamengrie (Aisne)
La Flamengrie és un municipi francès situat al departament de l'Aisne i a la regió dels Alts de França. L'any 2007 tenia 1.048 habitants.

## Demografia

### Població
El 2007 la població de fet de La Flamengrie era de 1.048 persones. Hi havia 388 famílies de les quals 80 eren unipersonals (28 homes vivint sols i 52 dones vivint soles), 112 parelles sense fills, 156 parelles amb fills i 40 famílies monoparentals amb fills.
La població ha evolucionat segons el següent gràfic:
Habitants censats

### Habitatges
El 2007 hi havia 423 habitatges, 398 eren l'habitatge principal de la família, 9 eren segones residències i 16 estaven desocupats. 412 eren cases i 9 eren apartaments. Dels 398 habitatges principals, 287 estaven ocupats pels seus propietaris, 102 estaven llogats i ocupats pels llogaters i 9 estaven cedits a títol gratuït; 11 tenien dues cambres, 55 en tenien tres, 118 en tenien quatre i 214 en tenien cinc o més. 318 habitatges disposaven pel capbaix d'una plaça de pàrquing. A 190 habitatges hi havia un automòbil i a 172 n'hi havia dos o més.

### Piràmide de població
La piràmide de població per edats i sexe el 2009 era:
| Homes | Edats   | Dones |
| ----- | ------- | ----- |
| 0     | 95 o +  | 0     |
| 0     | 90 a 94 | 8     |
| 12    | 85 a 89 | 8     |
| 0     | 80 a 84 | 8     |
| 4     | 75 a 79 | 16    |
| 8     | 70 a 74 | 24    |
| 32    | 65 a 69 | 32    |
| 28    | 60 a 64 | 28    |
| 20    | 55 a 59 | 16    |
| 32    | 50 a 54 | 20    |
| 36    | 45 a 49 | 32    |
| 48    | 40 a 44 | 32    |
| 40    | 35 a 39 | 60    |
| 24    | 30 a 34 | 44    |
| 48    | 25 a 29 | 32    |
| 20    | 20 a 24 | 20    |
| 48    | 15 a 19 | 52    |
| 44    | 10 a 14 | 32    |
| 32    | 5 a 9   | 44    |
| 40    | 0 a 4   | 44    |

## Economia
El 2007 la població en edat de treballar era de 674 persones, 508 eren actives i 166 eren inactives. De les 508 persones actives 451 estaven ocupades (258 homes i 193 dones) i 57 estaven aturades (26 homes i 31 dones). De les 166 persones inactives 45 estaven jubilades, 54 estaven estudiant i 67 estaven classificades com a «altres inactius».

### Ingressos
El 2009 a La Flamengrie hi havia 410 unitats fiscals que integraven 1.105,5 persones, la mediana anual d'ingressos fiscals per persona era de 14.475 €.

### Activitats econòmiques
Dels 26 establiments que hi havia el 2007, 1 era d'una empresa extractiva, 1 d'una empresa de fabricació d'elements pel transport, 1 d'una empresa de fabricació d'altres productes industrials, 5 d'empreses de construcció, 6 d'empreses de comerç i reparació d'automòbils, 2 d'empreses de transport, 2 d'empreses d'hostatgeria i restauració, 1 d'una empresa financera, 2 d'empreses immobiliàries, 1 d'una empresa de serveis, 1 d'una entitat de l'administració pública i 3 d'empreses classificades com a «altres activitats de serveis».
Dels 9 establiments de servei als particulars que hi havia el 2009, 2 eren tallers de reparació d'automòbils i de material agrícola, 2 paletes, 1 fusteria, 1 electricista, 1 empresa de construcció, 1 perruqueria i 1 restaurant.
L'any 2000 a La Flamengrie hi havia 58 explotacions agrícoles que ocupaven un total de 1.862 hectàrees.

## Equipaments sanitaris i escolars
El 2009 hi havia una escola elemental.

## Poblacions més properes
El següent diagrama mostra les poblacions més properes.